# Gold Skies
《Gold Skies》是由荷兰电子音乐制作人兼DJ杉德凡朵，荷兰音乐制作人兼DJ馬汀·蓋瑞克斯和加拿大电子音乐双人组DVBBS主唱，加拿大歌手Aleesia伴唱的单曲。歌曲于2014年6月2日在Beatport，2014年6月16日在iTunes上以数字下载的形式发行。《Gold Skies》成功登上比利时榜单，由杉德凡朵，馬汀·蓋瑞克斯，DVBBS和Aleesia共同制作。

## 音乐视频
2014年5月17日，音乐视频随《Gold Skies》一同上传至YouTube。
音乐视频中有一对夫妇正在野营。在首个场景中，男子不喜欢在烧烤时做的汉堡，然后他们争吵起来。后来，这名男子正在给货车加油，但突然生气并跑走。然后妻子找到了面包车并去寻找男人，她在镇上的汉堡店看见了男子。当找到男子时，她让他上车，但不知道最终目的地在哪里。这段音乐视频于西欧岛国冰岛进行拍摄。俄罗斯汽车UAZ-452出现在了视频中。

## 榜单

### 周榜
| 榜单（2014年）                               | 最高排名 |
| -------------------------------------------- | -------- |
| 比利时佛兰德（Ultratip榜外單曲榜）           | 60       |
| 比利时瓦隆（Ultratip榜外單曲榜）             | 68       |
| 法国（法國唱片出版業公會單曲榜）             | 183      |
| 荷兰（荷蘭四十強單曲榜）                     | 33       |
| 荷兰（百强单曲榜）                           | 94       |
| 波蘭（波蘭五十強舞曲榜）                     | 37       |
| 蘇格蘭（官方榜单公司單曲榜）                 | 19       |
| 英國（官方榜单公司單曲榜）                   | 49       |
| 英國（官方榜单公司舞曲榜）                   | 12       |
| 美國（《告示牌》Hot Dance/Electronic Songs） | 19       |

### 年终榜
| 榜单（2014年）                    | 排名 |
| --------------------------------- | ---- |
| 美国（《公告牌》舞曲/电音歌曲榜） | 69   |

## 发行历史
| 国家和地区 | 日期       | 格式     | 唱片公司   |
| ---------- | ---------- | -------- | ---------- |
| 荷兰       | 2014-06-16 | 数字下载 | 斯宾尼唱片 |